# Los Morros
Los Morros es una localidad rural ubicada en la cuenca superior del Río Manso y forma parte integrante de la comuna de Cochamó, en la Región de Los Lagos, Chile.
Los Morros se ubica a 12 kilómetros al norte de Torrentoso recibe las aguas del río los morros que es el desagüe del Lago Navarrete.
En las inmediaciones de esta localidad existen varios sitios arqueológicos y pictografías. 